# Hjembæk-Svinninge Sogn
Hjembæk-Svinninge Sogn 
ist eine Kirchspielsgemeinde (dän.: Sogn)
auf der Insel Sjælland im südlichen Dänemark. Sie entstand am 1. Oktober 2012 durch Zusammenlegung der bis dahin selbständigen Kirchspielsgemeinden Hjembæk Sogn und Svinninge Sogn. 
Bis 1970 gehörten beide zur Harde Tuse Herred im damaligen Holbæk Amt, danach zur Svinninge Kommune im Vestsjællands Amt, ein bis 2004 zum Hjembæk Sogn gehörendes Gebiet lag jedoch in der Tornved Kommune. Beide Kommunen gingen im Zuge der Kommunalreform zum 1. Januar 2007 in der Holbæk Kommune in der Region Sjælland auf.

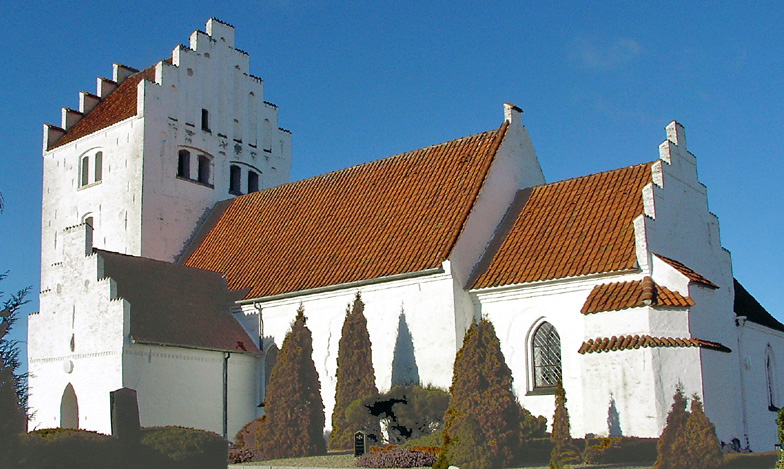
Hjembæk Kirke

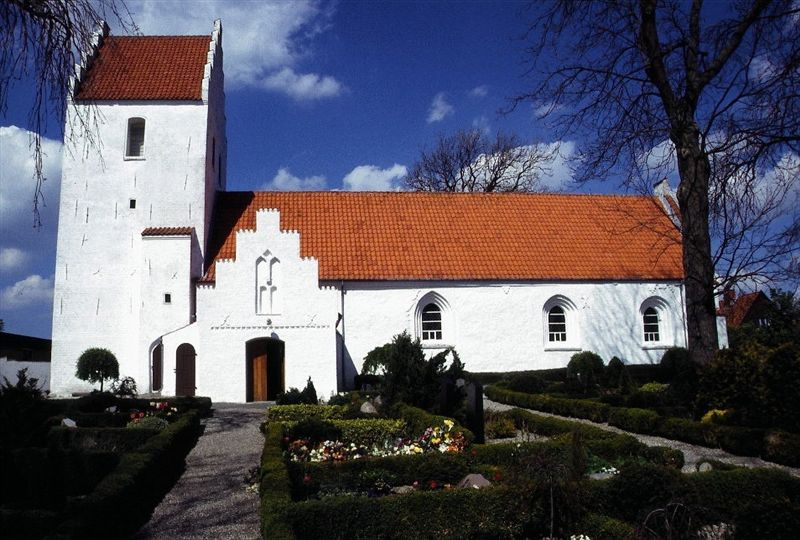
Svinninge Kirke

Im Kirchspiel leben 3.668 Einwohner, davon 2.818 im Kirchdorf Svinninge (Stand: 1. Januar 2023).
Im Kirchspiel liegen die Kirchen „Svinninge Kirke“ und „Hjembæk Kirke“.
Nachbargemeinden sind im Osten Kundby Sogn und im Süden Jyderup Sogn, ferner in der westlich benachbarten Kalundborg Kommune Bregninge-Bjergsted-Alleshave Sogn und Føllenslev-Særslev Sogn und in der nördlich benachbarten Odsherred Kommune Vallekilde Sogn und Hørve Sogn.